# 김씨네 편의점
《김씨네 편의점》(한국 한자: 金氏네 便宜店, 영어: Kim's Convenience 킴스 컨비니언스[*])은 2011년 인스 최 (최인섭)이 만든 희곡이다. 토론토 리젠트 파크의 한인이 운영하는 한 편의점을 배경으로 하고 있다. 2011년 토론토 프린지 페스티벌에서 초연되었으며, 인스 최가 감독과 배우도 하였다. 2012년부터는 솔페퍼 극단에서 공연되기 시작하였다.